# Solis Lacus
Solis Lacus  è una caratteristica di albedo della superficie di Marte.
Quest'area ha ricevuto il soprannome di "Occhio di Marte" ed è tra quelle che manifestano più variazioni.